# 江湾体育中心

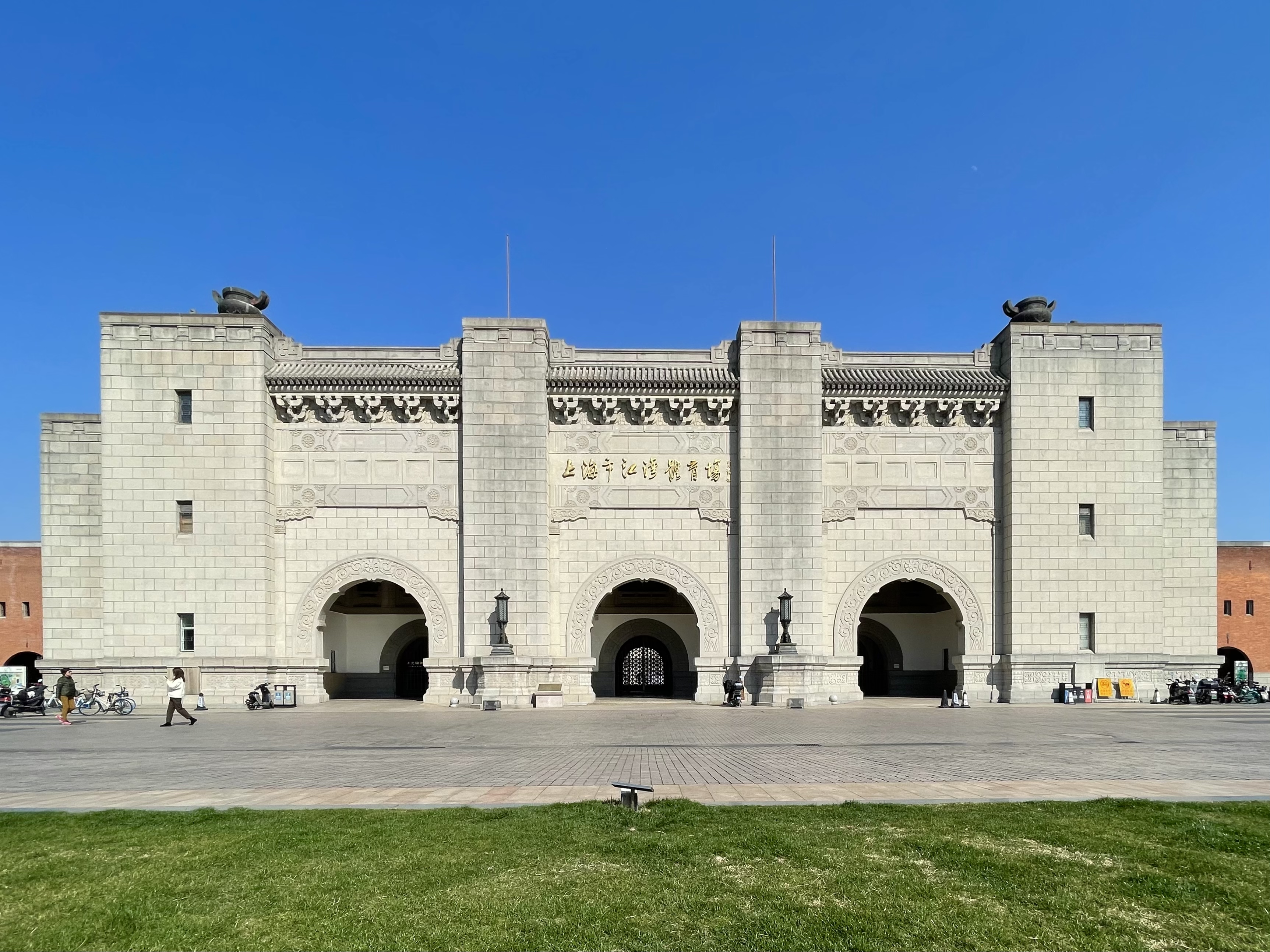
上海江湾体育中心正门入口

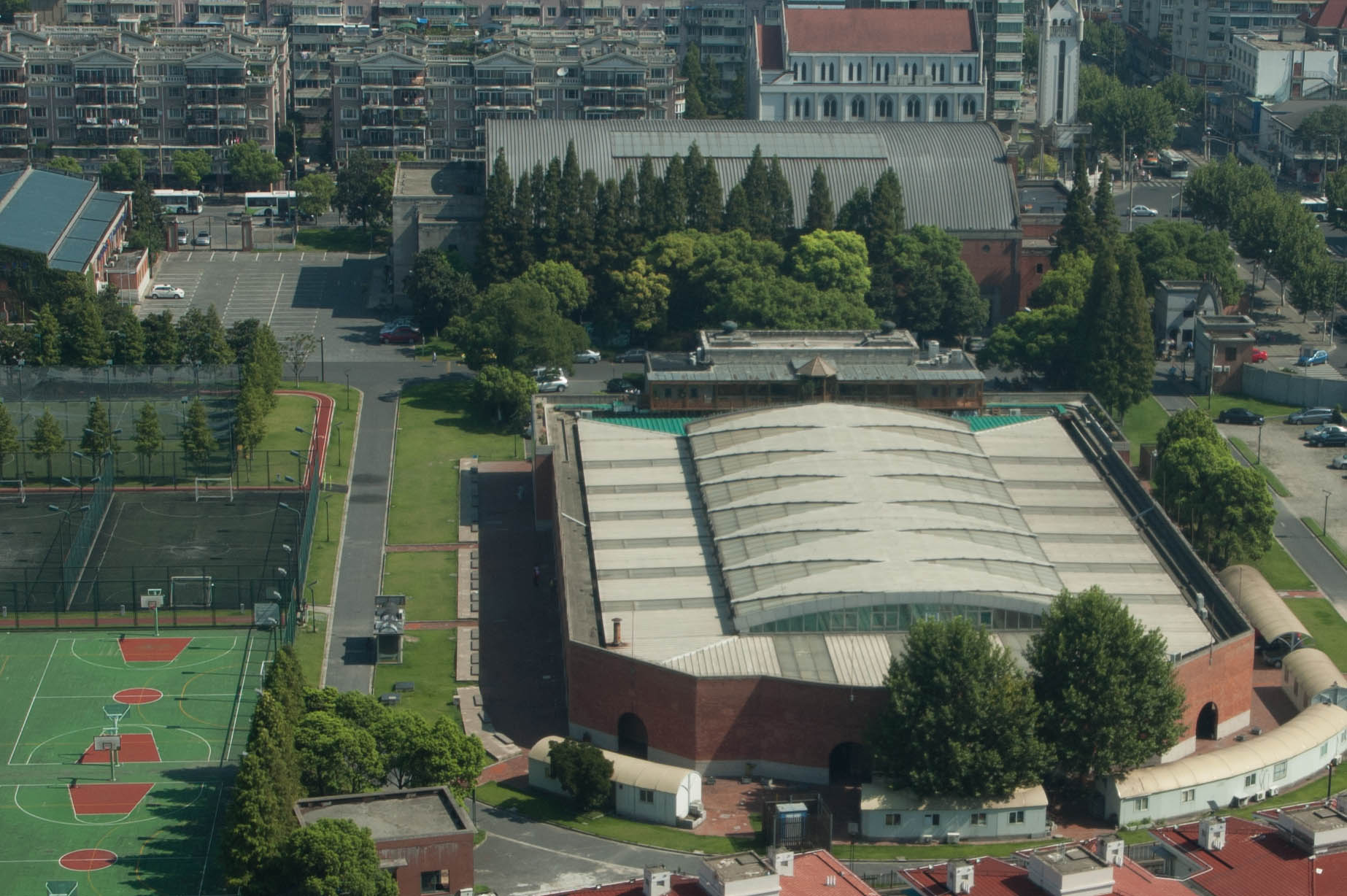
上海江湾体育场-游泳馆

上海江湾体育中心或上海市江湾体育场，原名上海市运动场，位于今中国上海市杨浦区淞沪路245号。1935年8月底竣工，体育场东西两侧设有司令台，由人造白玉筑成，高20米，其左右顶巅置古铜色大鼎各一尊，曾有「远东第一体育场」之称。球场历尽70余年间多次大小修复和改建，现可容纳40,000人。

## 历史

### 1935年建成
江湾体育中心原名“上海市体育场”，由董大酉建筑师设计，建成于1935年，占地约300亩，建筑总面积7.9万平方米，由体育场、体育馆和游泳池馆三大主体建筑组成。作为“大上海计划”中的重要公共建筑项目之一，是当时国内及远东地区规模最大、设备最先进，也最具影响力的大型综合性体育建筑群。
作为国民政府发展上海的《大上海计划》的重要组成部分，上海市运动场于1934年8月正式开工，1935年8月底正式竣工，随后于10月10日在体育场内举行了中华民国第六次全国运动会。1936年上海市长吴铁城在体育场创办了「上海市立体育专科学校」。
1936年《上海市年鉴》中曾这样描述:“江湾体育场建筑之伟大、范围之广袤，其于体育场之地位，目下远东殆无与匹”。江湾体育场是当时民国政府推出的“大上海计划”的主要建筑之一，该计划是一个全面、系统地建设近代上海（不包括租界）的城市规划，选定以江湾南部今五角场地区为中心，由政治区、交通设施、外围工业住宅区和道路系统四大建设项目组成。遗留在杨浦区的中华民国上海市政府大厦、上海市体育场（江湾体育场）、上海市立图书馆、上海市立博物馆、上海市立医院5处建筑都是「大上海计划」的组成部分。“大上海计划”目的是为了与上海市内的列强租界相抗衡，凸显国民政府的统治地位。抗日战争爆发后，「大上海计划」被迫停止。
1937年到1945年日军占领期间，体育场作为日军军火库。第二次世界大战结束后，国民政府重新接管体育场，但仍用作军火库和兵营。1946年4月，军火库发生爆炸，田径场大部分看台被炸裂，震塌，其他建筑物不同程度地受到破坏。
1948年，中华民国第七次全国运动会亦在此舉行。

### 1954年全面修复
江湾体育中心建筑组群主要墙体采用红砖砌筑，只在入口部分加以装饰，建筑各部分比例恰当，民族形式鲜明。抗日战争爆发后，运动场建筑为日军毁坏。国共内战结束后，经上海市人民政府拨款全面修复，修复设计由华东建筑工业部建筑设计公司（现华东建筑设计研究院）承担，于1954年8月竣工，陈毅市长亲笔题名为“上海市江湾体育场”。

### 2006年改建
當局花費两年多耗资亿元對江湾体育场進行修复。江湾体育场主体建筑———运动场、体育馆和室内游泳池基本上都修旧如旧。同時江湾体育场已更名为「江湾体育中心」，并成为占地84公顷的杨浦知识创新区中央社区核心部分。
占地约15公顷的江湾体育场西大门前，已挖建了地沉式广场。经过「整容」，运动场、游泳池、体育馆三大场馆的外墙展现出当初建成时的风采。工程技术人员对风化程度深的墙砖施行“外科手术”，予以更换，对浅度风化的墙砖做了“面膜护理”，所有的表墙都展现出当初建成时的风采。
2008年5月，江湾体育中心全面开放，由创智天地营运管理。它的主体包括综合体育馆、游泳馆、室外球场区、足球场四大部分，并设有大型停车场、中式庭院等配套设施。

## 承办重要赛事
从1950年代起江湾体育场就是上海足球的大本营，最早的三支甲级球队———上海一队、上海青年队、上海工人队都在这里训练。后来联赛职业化后的上海申花曾一度把这里作为训练基地。1977年球王贝利曾率美国纽约宇宙队在江湾体育场和中国国家足球队打了一场友谊赛。
江湾体育场曾是上海承办国内外比赛的主要场馆，承办过的赛事有1935年的中华民国第六届全国运动会；1948年中華民國全國運動會；1983年，中华人民共和国第五届全运会开幕式；1993年，第一届东亚运动会的足球赛事；1996年，首届亚太区特殊奥林匹克运动会；1997年，中华人民共和国第八届全运会足球赛事；
改建完工的江湾体育场在2007年5月承办了亚洲极限运动锦标赛，并且成为了2007年世界夏季特殊奥林匹克运动会的闭幕式场地，这也是体育馆翻新后首次承办综合性体育赛事。

## 场馆设施

### 足球场
江湾足球场始建于1935年，是一座上海市市级文物保护单位和优秀历史建筑，可同时容纳25000人同时观看大型体育或者文化活动。

### 综合体育馆
江湾体育馆为全封闭的综合体育场馆，中心赛场面积达924平方米，可同时容纳约2100人观看及进行篮、排球等赛事或室内文艺演出。

### 游泳馆
江湾游泳馆为上海市市级历史保护建筑。游泳馆拥有标准池及为儿童准备的娃娃池两个泳池。标准池的宽20米，长50米，水深最浅处为1.2米，最深处为2.4米。